# The next Uri Geller – Unglaubliche Phänomene Live
The next Uri Geller – Unglaubliche Phänomene Live war eine als Mystery-Sendung angelegte Castingshow des Senders ProSieben. Die erste Staffel begann am 8. Januar 2008, das Staffelfinale wurde am 4. März 2008 übertragen. Wie auch bei anderen Castingshows schied derjenige Kandidat aus der Sendung aus, für den am wenigsten Zuschauer angerufen hatten. Eine Jury war nicht vorhanden, jedoch konnte Uri Geller einen Kandidaten seiner Wahl in die nächste Runde lassen. Außer den Kandidaten führte auch Uri Geller Zauberkunststücke vor. Gewinner der ersten Staffel war der Schweizer Berufsmagier Vincent Raven aus Bern. Die zweite in Deutschland ausgetragene Staffel begann am 13. Januar 2009 und endete am 3. März 2009. Sieger wurde Jan Becker. Die Sendung wurde wegen zu geringer Quoten eingestellt.
Im November 2008 wurde als eine Art Spin-off die Live-Show Uri Geller Live: Ufos und Aliens – Das unglaubliche TV-Experiment auf ProSieben ausgestrahlt.

## Konzept des Formats
Die achtteilige Show war der erste größere Auftritt Gellers in Deutschland nach seiner im November 2004 auf RTL gesendeten Die Uri Geller Show – Das Live-Experiment. Sie wurde von Stefan Gödde moderiert und auf ProSieben seit dem 8. Januar 2008, jeweils dienstags um 20:15 Uhr, live gesendet. ProSieben bezeichnete Geller in der die Sendung begleitenden PR-Kampagne als den größten „Mystifier“ auf der Suche nach einem Nachfolger.
Mehrere in der Nähe der Bühne sitzende Prominente wurden in die Vorführungen der Kandidaten mit einbezogen und bestätigten zu Beginn der Sendung, dass es keine Absprachen oder Bekanntschaften zwischen ihnen und den Kandidaten gab. In Deutschland wirkten in der ersten Sendung das Model Anni Wendler, die Moderatorin Sonya Kraus und der Schauspieler Jürgen Vogel mit, indem sie sich als Handlungspartner für die Demonstrationen zur Verfügung stellten. Das Datum und die Uhrzeit der jeweiligen Vorführung wurden mit ebenfalls in das Format eingebundenen Bürgermeistern abgeglichen. Die Begründung hierzu lautete, es wäre so sichergestellt, dass keine zuvor angefertigten Aufnahmen verwendet werden. Die Bürgermeister wurden ebenso wie die drei Prominenten als „glaubwürdige Zeugen“ angeführt.
Der Großteil einer Show wurde von den Kandidaten gestaltet, deren Vorführungen Uri Geller beobachtete und bewertete. Bei jeder Show führte Geller auch ein eigenes „Experiment“ durch, an dem sich die Zuschauer zu Hause beteiligen konnten. Die entsprechenden Demonstrationen Gellers beschränkten sich auf die von ihm im Verlauf der letzten Jahrzehnte wiederholt vorgeführten Aktionen, sie variierten diese nicht und gingen über diese nicht hinaus. Die Zuschauer wurden aufgefordert, im Anschluss über ein kostenpflichtiges Callcenter von Phänomenen zu berichten, die während der Sendung bei ihnen zu Hause aufgetreten sein sollen.
Gegen Ende der Sendungen entschieden sich die Zuschauer über ein ebenfalls kostenpflichtiges Televoting für die beste Vorführung. Der Kandidat mit den wenigsten Stimmen schied dabei aus. Am 26. Februar 2008 in der neunten Folge wurde der Schweizer Vincent Raven als Gewinner ermittelt und erhielt eine Gewinnprämie in Höhe von 100.000 Euro.
Am 4. März 2008 trat Vincent Raven in einer zehnten Folge The next Uri Geller – Die besten Mentalisten der Welt für Deutschland gegen die drei nationalen Teilnehmer des internationalen TV-Formats aus den Niederlanden (Aaron Crow), den USA (Angela Funovits aus Ohio), Israel (Lior Suchard aus Haifa) an und gewann auch in dieser Show. Die Entscheidung erfolgte jedoch nicht international, sondern nur durch die deutschen Zuschauer.

## Einschaltquoten
Die erste Folge vom 8. Januar 2008 erreichte eine Gesamtzuschauerzahl von 3,85 Millionen, welche einem Marktanteil von 12,1 Prozent entspricht. In der werberelevanten Zielgruppe wurde ein Marktanteil von 20,1 Prozent erreicht. Die zweite Folge vom 15. Januar 2008 verfolgten insgesamt 3,72 Millionen Zuschauer (11,8 Prozent Marktanteil), in der Gruppe der 14- bis 49-Jährigen waren es 2,61 Millionen Zuschauer bei 19,6 Prozent Marktanteil.
In den weiteren Folgen nahmen die Einschaltquoten jedes Mal leicht ab. Mit der fünften Folge auf 2,79 Millionen Zuschauer und einen Marktanteil von 9,2 Prozent. Der Marktanteil der Zielgruppe 14- bis 49-Jährige lag bei 15,6 Prozent (1,94 Millionen Zuschauer).
Die am 13. Januar 2009 gesendete erste Folge der zweiten Staffel verfolgten nur noch 2,21 Millionen Zuschauer bei einem Marktanteil von 7,0 Prozent. Bei den 14- bis 49-Jährigen lag der Marktanteil mit 1,54 Millionen Zuschauern bei 12,1 Prozent.

## Internationale Verbreitung
Vorbild der Sendung ist „The Successor“ (hebräisch היורש) aus Israel. Es war mit Einschaltquoten von über 50 Prozent das erfolgreichste Programm der israelischen Fernseh-Geschichte.
Im November 2007 lief eine weitere Adaption des Originalformats unter dem Titel „Phenomenon“ im amerikanischen Fernsehen auf dem Sender NBC. Im Gegensatz zu den anderen Formaten wurde in den USA der Illusionist Criss Angel als Jurymitglied Geller zur Seite gestellt. Dieser provozierte live einen Streit, als der Kandidat Jim Callahan eine überzogene Darbietung ablieferte, in der er vorgab, Verbindungen zu Toten im Jenseits herzustellen. Angel stellte live die übernatürlichen Fähigkeiten des Kandidaten und Uri Gellers in Frage und forderte beide für ein Preisgeld von einer Million US-Dollar auf, ihm Details über die von ihm vorbereiteten Briefumschläge zu verraten. Weder Geller noch der Kandidat nahmen die Herausforderung an. In einem Umschlag waren die Zahlen „9“, „1“, „1“ enthalten. Angel erzürnte sich damit darüber, wie solche Leute den Anspruch erheben, paranormale Fähigkeiten zu besitzen, dies zur Schau stellen und damit Geld verdienen, aber ihre angeblichen Fähigkeiten nicht nutzen oder genutzt haben um beispielsweise Terroranschläge zu vereiteln und Menschenleben zu retten.
Das Sendeformat wird international auch auf anderen zur ProSieben-Gruppe gehörenden Stationen verbreitet. Seit dem 26. Januar 2008 sendet der niederländische Kanal SBS 6 De Nieuwe Uri Geller, der ungarische Fernsehsender TV2 strahlte das Format im Frühjahr 2008 ebenfalls aus.

## Kritik
Die gezeigten Darbietungen gehören zum gewöhnlichen Programm professioneller Zauberkünstler, wie sie auch zum Beispiel schon von James Randi gezeigt wurden. Die Internetausgabe des Stern berichtete über die „Mitwirkenden-Verträge“ der Constantin Entertainment, die der Stern-Redaktion vorliegen und nach Aussagen des Magazins die Mitwirkenden dem Willen der Produzenten ausliefern. Das Magazin hebt hierbei insbesondere einen Passus hervor, in dem die Kandidaten bescheinigen, dass sie „über ausgeprägte mentale und intuitive Fähigkeiten, wie etwa Gedankenlesen, Telekinese, Suggestion oder Autosuggestion“ verfügen. Entsprechende Behauptungen sind in der Regel unter Zauberkünstlern verpönt, da sie offensichtlich unwahr sind. Medienberichten zufolge erreichten es einige der Teilnehmer für ihre Verträge eine andere Formulierung durchzusetzen, die wie folgt lautet: „Der Vertragspartner ist Zauberkünstler, der mit Hilfe von Tricktechniken die Illusion von z. B. Gedankenlesen, Telekinese, Suggestion und/oder Autosuggestion oder anderer paranormaler Phänomene darstellen kann.“
Stefan Raab hat in seiner Show TV total mehrmals das Sendeformat ins Lächerliche gezogen, indem er u. a. das Koten von Vincent Ravens Raben als besten Trick der ganzen Show bezeichnete.
In der Vergangenheit hatte sich Geller erfolglos gegen die Veröffentlichung eines Videos auf der Internetplattform YouTube gewehrt, in dem eine Sequenz aus dem israelischen Vorbild von The next Uri Geller angesehen werden kann. Darin ist deutlich zu erkennen, wie sich Geller einen Magneten über den Finger schiebt, um im Anschluss auf scheinbar zauberhafte Art die Nadel eines Kompasses zum Ausschlag zu bringen. Auf Videoportalen und Blogs kursieren Erklärungen zu den meisten der in dieser Sendung aufgeführten Tricks.
Verteidiger der Show, wie auch Uri Geller, entgegnen dem, dass die Show nicht als Beweis für die Existenz für Magie und die übernatürlichen Fähigkeiten gedacht ist. Vielmehr sollte die Show durch spektakuläre und außergewöhnliche Darbietungen die Menschen erstaunen und faszinieren. Uri Geller sagte dazu in einem Interview: „Ich wurde schon oft gefragt: Uri, was sind das für Leute da auf der Bühne? Sind sie Trickser, sind sie Illusionisten; oder sind sie übersinnlich veranlagt? Um ehrlich zu sein: Es interessiert mich nicht, was sie sind. Mich interessiert nur, dass ich einen faszinierenden Auftritt sehe. Ich möchte, dass mir die Haare zu Berge stehen und ich eine Gänsehaut habe.“

### Pressestimmen
Das Echo der deutschsprachigen Medien auf das Format war durchwegs negativ:

„Uri Gellers Erhebung zum Richter übersinnlicher Kompetenzen ist ähnlich glaubwürdig wie die Helmut Kohls zum Vorsitzenden einer Ethikkommission über illegale Spendenpraxis.“

„Größter Betrug seit Erfindung des Fernsehens!“

„In der Live-Show auf Pro Sieben konkurrieren zehn ‚Mentalisten‘ um 100.000 Euro. Mysteriöses, Paranormales und Übersinnliches soll der Zuschauer serviert bekommen. In Wahrheit sind es aber billige Taschenspielertricks, codierte Botschaften und andere Schummeleien auf ‚We love to entertain you‘-Niveau.“

„Mit Unterhaltung hat das kaum noch etwas zu tun, es geht eher darum, dem Zuschauer dafür, dass man ihm seine kostbare Zeit mit faulen Tricks geklaut hat, auch noch das Geld aus der Hotline-Tasche zu ziehen.“

„Man muss sich Gellers Show als eine Art Casting für Mentalisten vorstellen – also für Menschen, die entweder selber eine Meise haben oder die glauben, das Publikum habe eine Meise.“

„Das eigentliche Phänomen besteht darin, dass dieser Zauberkünstler wider jegliche Vernunft alle paar Jahre erneut von sich reden macht und ein Publikum anzieht wie kaum ein anderer.“

„Dass Pro Sieben das Format trotzdem gekauft hat, von ‚übersinnlichen, übernatürlichen, unerklärlichen‘ Phänomenen faselt, die zehn Kandidaten als ‚Auserwählte‘ bezeichnet und diesen ekligen Hochstapler hofiert: Das ist das einzige unerklärliche Phänomen des Uri Geller.“

## Kandidaten der ersten Staffel
- Vincent Raven (Sieger; gewählt am 26. Februar 2008)
- Farid (2. Platz; herausgewählt am 26. Februar 2008)
- Nicolai Friedrich (3. Platz; herausgewählt am 26. Februar 2008)
- David Goldrake (ausgeschieden am 19. Februar 2008)
- Alexander Hartmann (ausgeschieden am 12. Februar 2008)
- „Leo Martin“ (ausgeschieden am 5. Februar 2008)
- Thorsten Strotmann (ausgeschieden am 29. Januar 2008)
- Vivian Sommer und Olaf Kohrs (ausgeschieden am 22. Januar 2008)
- Jack G. O. Nasher-Awakemian (ausgeschieden am 15. Januar 2008)
- Hayashi (ausgeschieden am 8. Januar 2008)

## Kandidaten der zweiten Staffel
- Jan Becker (Sieger; gewählt am 3. März 2009)
- Manuel Horeth (2. Platz; herausgewählt am 3. März 2009)
- Ully Loup (3. Platz; herausgewählt am 3. März 2009)
- Jan Rouven (ausgeschieden am 24. Februar 2009)
- Waayatan (ausgeschieden am 17. Februar 2009)
- Daniel & Gabriel (ausgeschieden am 10. Februar 2009)
- Amila (ausgeschieden am 3. Februar 2009)
- Danny Ocean (ausgeschieden am 27. Januar 2009)
- Aaron Crow (ausgeschieden am 20. Januar 2009)
- Kris (ausgeschieden am 13. Januar 2009)